# عبیات (دشت آزادگان)
عبیات یک روستا در ایران است که در شهرستان دشت آزادگان در استان خوزستان واقع شده‌است. عبیات ۱۹۵ نفر جمعیت دارد.

## جمعیت
این روستا در دهستان بستان (دشت آزادگان) قرار دارد و براساس سرشماری مرکز آمار ایران در سال ۱۳۸۵، جمعیت آن ۱۹۵ نفر (۲۷ خانوار) بوده‌است.